# Пам'ятник чабану
Пам'ятник чабану — пам'ятник, що встановлений 1 грудня 2016 року у Болградському районі
Одеської області. Робота виконана скульптором із Вінницької області Іваном Короленком. 17 листопада 2017 року пам'ятник зареєстрували у Книзі рекордів Гіннеса, як «Найвища статуя чабана». До Національного Реєстру Рекордів України він був внесений у грудні 2016 року.
Заявку на рекорд подали батько і син Паларієви, що є власниками етнографічного комплексу «Фрумушика-Нова», по сусідству з яким розташована найбільша вівчарська ферма Європи. Саме у них з'явилася ідея появи цього пам'ятника. Впродовж приблизно року вони надавали докази рекорду: технічну документацію, покази свідків, відеозаписи, тощо.
Для виготовлення скульптури знадобилося 152 м3 лабрадориту, вагою 412 т, загальна вага конструкції — 1080 т. Висота статуї чабана, вдягненого у бурку, папаху і з пастушою ґирлиґою в руках, становить 16,43 метра (з постаментом — 17,93 м).